# Майкъл Джеймс Лийхи
Майкъл Джеймс Лийхи (на английски: Michael James Leahy) известен като Мик Лийхи, е австралийски колонизатор, изследовател на Нова Гвинея.

## Ранни години (1901 – 1930)
Роден е на 26 февруари 1901 година в Тууомба, Куинсланд, Австралия, в семейство на ирландски преселници. След като завършва колежа в родния си град, започва работа като железопътен чиновник, а след това започва частен бизнес с дървен материал. През 1926 се отказва и от тази дейност, след като научава за откритите златни находища в Нова Гвинея и заедно с трима от четирите си братя заминава за там. По време на разработването на своя участък заболява от малария и едва го спасяват от смърт, след което започва систематични изследвания на гигантския остров.

## Изследователска дейност (1930 – 1935)
През 1930 извършва второто пресичане на Нова Гвинея от северното крайбрежие, през хребета Бисмарк, където открива планината Хаген (4000 м) и проследява цялото течение на река Пурари. По време на пътешествието си опровергава преобладаващото мнение, че вътрешността на острова е безлюдна.
През 1933 с един от братята си пръв прониква в гъстозаселената долина Вахги в западната част на страната.
През 1934, заедно с брат си Дан, първи се изкачват на връх Гилуве (6°03′ ю. ш. 143°53′ и. д. / 6.05° ю. ш. 143.883333° и. д., 4368 м), втория по височина връх на Нова Гвинея. Поради това, че е оспорено откритието на върха от Джек Хайдс, през 1935 Лийхи заминава за Англия и на „съдебно заседание“ на 21 ноември 1935 на Кралското географско дружество са изслушани и двете страни и е присъдено в полза на Лийхи. През следващата година официално му е връчено парично възнаграждение за откриването на върха и е написана статия за откритието му в списанието на дружеството.

## Следващи години (1935 – 1979)
По време на Втората световна война служи като лейтенант във военновъздушните сили на Австралия. Ръководи изграждането на летателна писта в Телефомин, Нова Гвинея. Награден е с няколко военни ордена и медали. През 1959 е избран за почетен член на Клуба на откривателите.
Умира на 7 март 1979 година в Зенаг, провинция Моробе, Папуа-Нова Гвинея, на 78-годишна възраст.